# Grand Prix de Wallonie 2001
Il Grand Prix de Wallonie 2001, quarantaduesima edizione della corsa, si svolse il 24 maggio 2001 su un percorso di 196 km. Fu vinto dal belga Axel Merckx della Domo-Farm Frites davanti al suo connazionale Tom Stremersch e all'australiano Scott Sunderland.

## Ordine d'arrivo (Top 10)
| Pos. | Corridore           | Squadra                   | Tempo    |
| ---- | ------------------- | ------------------------- | -------- |
| 1    | Axel Merckx         | Domo-Farm Frites          | 4h34'00" |
| 2    | Tom Stremersch      | Vlaanderen-T Interim      | a 4"     |
| 3    | Scott Sunderland    | Team Fakta                | a 50"    |
| 4    | Serge Baguet        | Lotto-Adecco              | a 52"    |
| 5    | Wim Vansevenant     | Mercury                   | a 1'00"  |
| 6    | Eddy Lembo          | Jean Delatour             | a 1'05"  |
| 7    | Steven Kleynen      | Domo-Farm Frites          | a 1'16"  |
| 8    | Sebastien Demarbaix | Ag2r Prévoyance-Décathlon | a 1'25"  |
| 9    | Pieter Vries        | Bankgiroloterij-Batavus   | a 1'40"  |
| 10   | Chris Peers         | Cofidis                   | s.t.     |